# Tribú celer
Tribú celer (en llatí tribunus celerum) era el comandant de la guàrdia reial romana, els anomenats celeres. Se suposa que n'eren tres, un per cada una de les primitives tribus romanes.
Tenia la mateix relació amb el rei que el magister equitum més tard va tenir amb el dictador.
El tribú celer era el segon personatge del regne i en absència del rei podia convocar els comicis, encara que no se sap amb seguretat. Probablement era de nomenament reial. Segons Dionís d'Halicarnàs, tenien al seu càrrec determinades funcions sacerdotals.